# Canal+ (opérateur de télévision polonais)
 (décembre 2020).
Si vous disposez d'ouvrages ou d'articles de référence ou si vous connaissez des sites web de qualité traitant du thème abordé ici, merci de compléter l'article en donnant les références utiles à sa vérifiabilité et en les liant à la section « Notes et références ».
Canal+, anciennement NC+ et Platforma Canal+, né de la fusion de Cyfra+ (Canal+ Cyfrowy) et de N (ITI Neovision), est un bouquet satellite polonais, codétenu par le Groupe Canal+, le groupe TVN et LGI Ventures. Il offre plus de 800 radios et chaînes de télévision dont 82 d'entre eux sont destinés à un public polonais. Les autres sont à accès libre sur Hot Bird ou Astra.

## Historique

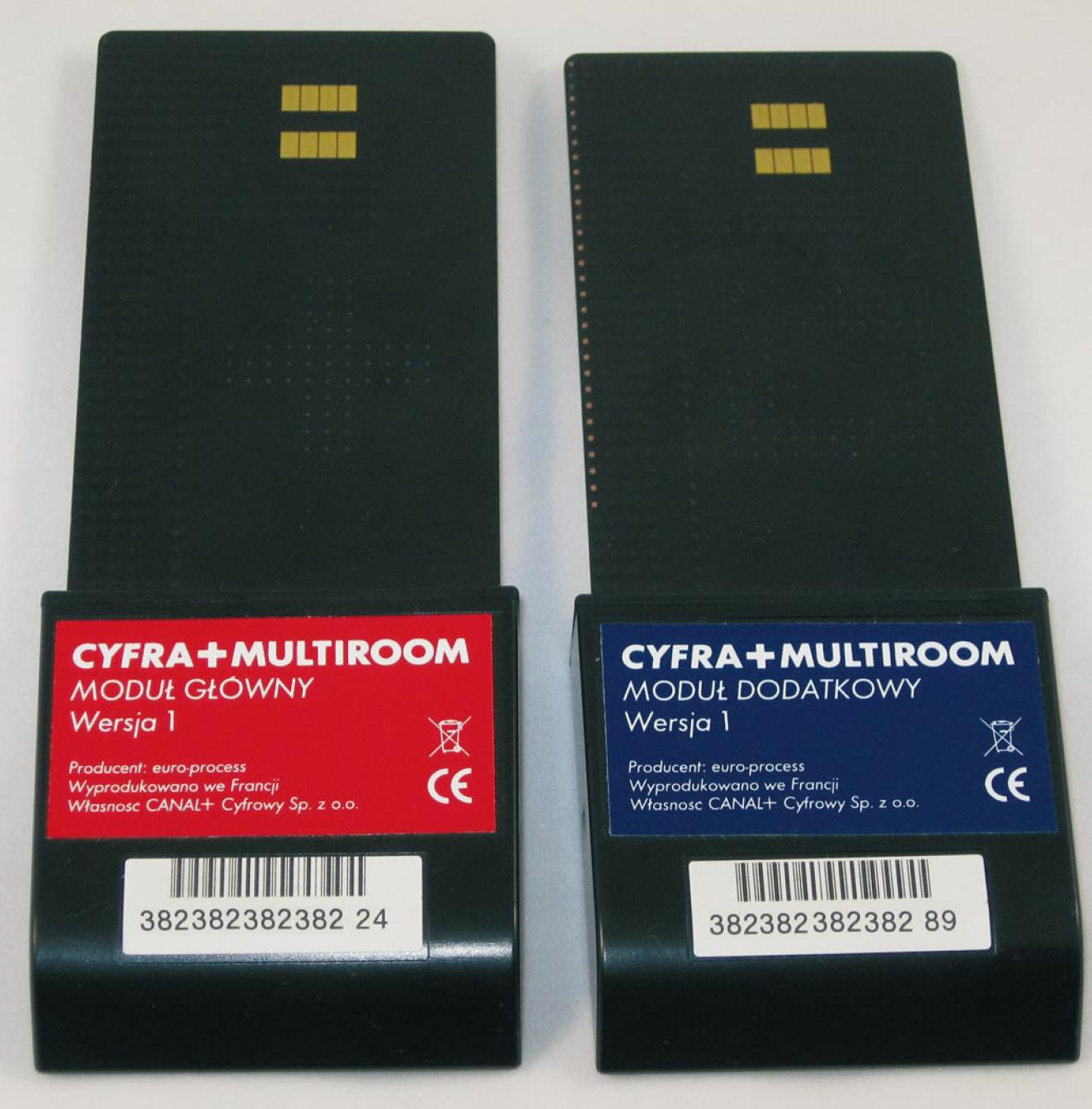
Modules pour les chambres multiples

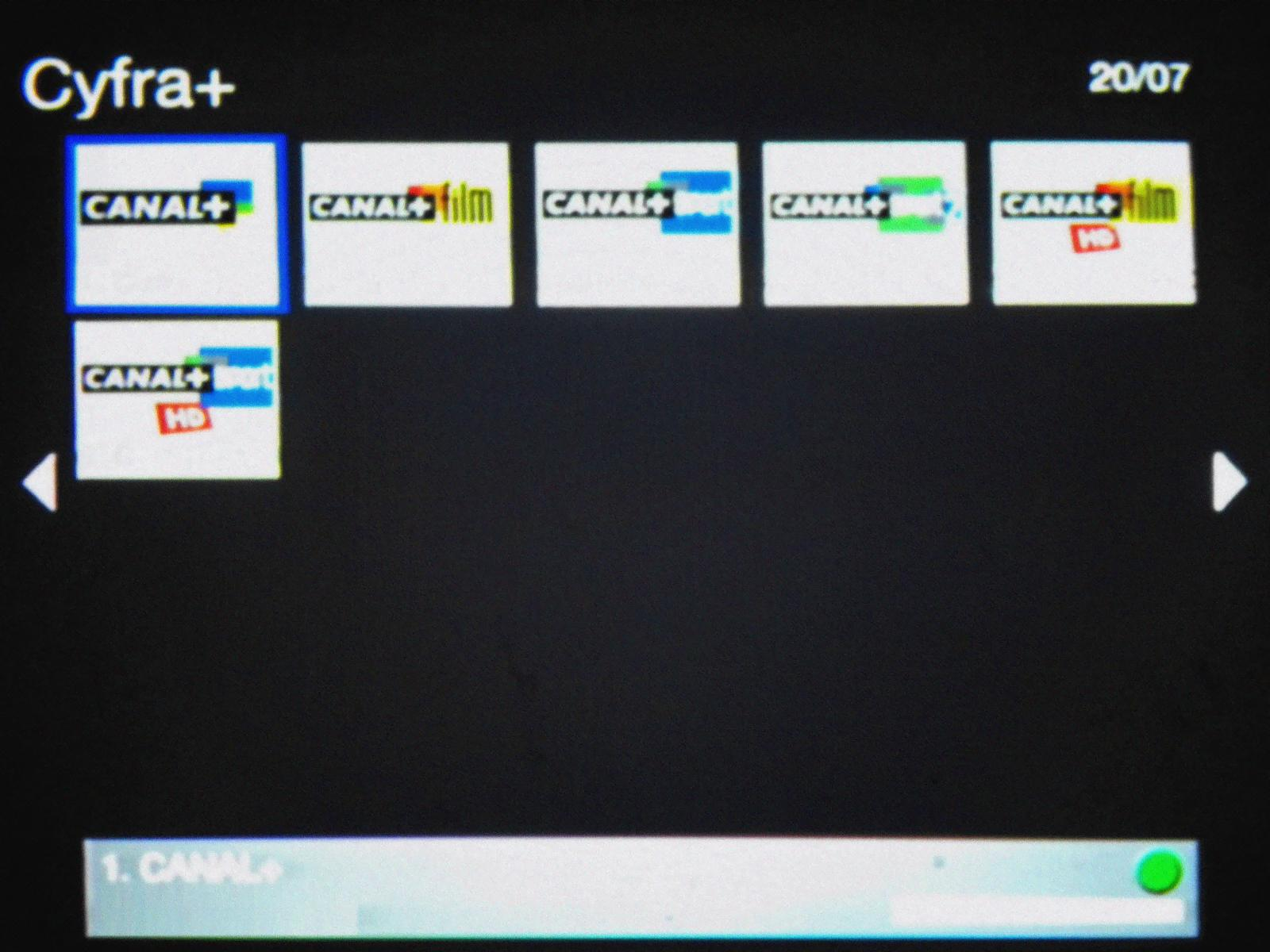
Videostrada Cyfra+ menu avec Canal+ chaînes

En 1995, le groupe Canal+ (75 %) et LGI Ventures (25 %) créaient Canal+ Cyfrowy en Pologne qui exploite l'opérateur satellite Cyfra+. Canal+ Cyfrowy comptait plus de 1,380 million d'abonnés à la fin 2008.
En 2013, Canal+ Cyfrowy absorbe le groupe ITI. Le 21 mars 2013, Cyfra+ et N+ fusionnent donc en NC+, géré par ITI Neovision dont le capital est réparti entre le groupe Canal+ (51 %), LGI Ventures (17 %) et le Groupe TVN (32 %), ils exploitent notamment Canal+ Premium, Canal+ Film, Canal+ Sport, Canal+ Sport 2, Canal+ Sport 3, Canal+ Sport 4, Canal+ Sport 5, Canal+ Now, Canal+ Seriale, Canal+ Family, Canal+ 1, Canal+ 4K Ultra HD et Canal+ Dokument ainsi que les chaines thématiques Canal+ Domo, Planete+, Novelas+, Ale Kino+, Canal+ Kuchnia, MiniMini+, Teletoon+.
Le 3 septembre 2019, NC+ devient Canal+ pour unifier sa marque à travers le monde.

### Identité visuelle (logo)

Logo promotionnel du Cyfra+ DSL

Ancien logo de Cyfra+ jusqu'en mars 2013
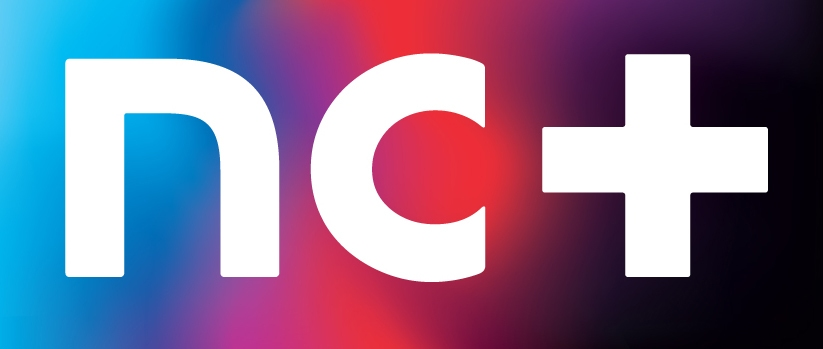
Logo de NC+ de mars à octobre 2013
Logo de NC+ de octobre 2013 au 2 septembre 2019
Logo de Canal+ depuis le 3 septembre 2019